# Paule Sitcheping
Paule Sitcheping (22 de diciembre de 1988) es una deportista camerunesa que compite en judo. Ganó tres medallas en el Campeonato Africano de Judo entre los años 2014 y 2016.

## Palmarés internacional
| Campeonato Africano | Campeonato Africano     | Campeonato Africano | Campeonato Africano |
| Año                 | Lugar                   | Medalla             | Categoría           |
| ------------------- | ----------------------- | ------------------- | ------------------- |
| 2014                | Puerto Louis (Mauricio) | Medalla de bronce   | –57 kg              |
| 2015                | Libreville (Gabón)      | Medalla de bronce   | –57 kg              |
| 2016                | Túnez (Túnez)           | Medalla de plata    | –57 kg              |